# Police métropolitaine de Buenos Aires
La Police métropolitaine de Buenos Aires (espagnol : Policía Metropolitana de Buenos Aires), créée par la loi 2 894 de 2008 approuvée par le Parlement de la ville de Buenos Aires le 28 octobre 2008, est chargée du maintien de l'ordre dans la capitale argentine. La création de cette force est une conséquence de la réforme constitutionnelle de 1994 qui a octroyé l'autonomie à la ville de Buenos Aires, qui dépendait auparavant exclusivement du pouvoir fédéral et de la province de Buenos Aires.
Le gouvernement de Mauricio Macri a annoncé qu'elle exercerait ses fonctions à partir du 1er octobre 2009, date repoussée par la suite au 5 février 2010. Elle exerce ses fonctions conjointement à la police fédérale argentine (es) et, dans le port de Buenos Aires, à la préfecture navale argentine.

## Démission des deux premiers chefs de la police

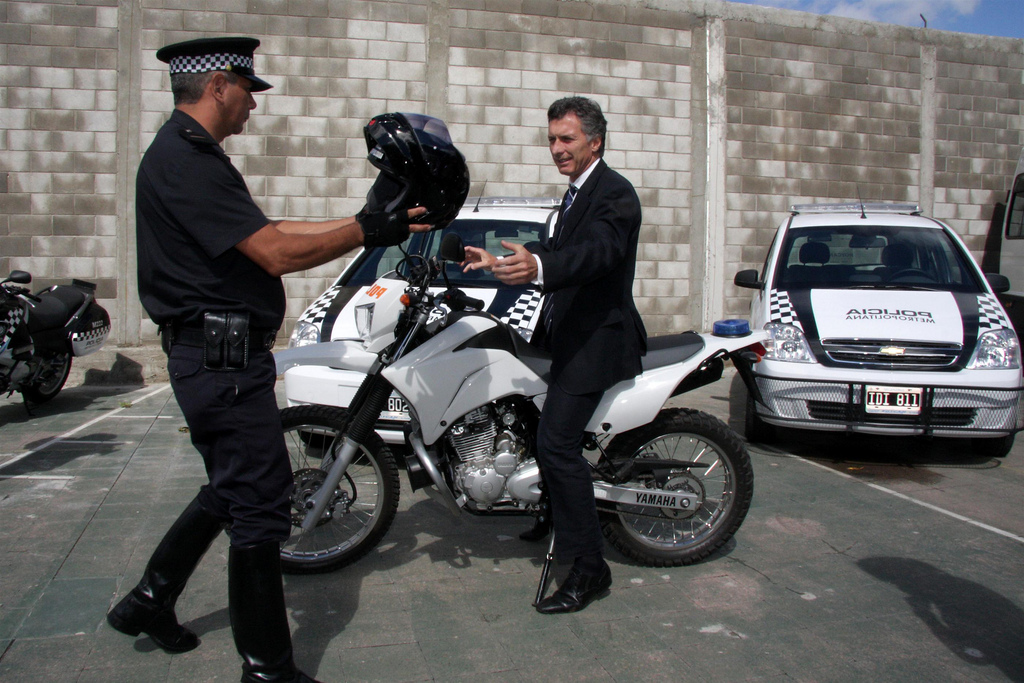
Le maire de Buenos Aires, Mauricio Macri, à l'Institut supérieur de sécurité publique de la Police métropolitaine, chargé de la formation des policiers.

L'ex-commissaire de la police fédérale argentine, Jorge 'Fino' Palacio, fut désigné en juillet 2009 par le maire Mauricio Macri en tant que chef de la Police métropolitaine. Il fut toutefois contraint de démissionner dès le 25 août 2009, à la suite de plusieurs scandales, dont en particulier l'inculpation pour entrave à la justice dans le cadre des enquêtes sur l'attentat de l'AMIA de 1994, étant également soupçonné d'avoir été lié à l'affaire d'extorsion concernant la veuve du baron de la drogue Pablo Escobar,. Il a aussi été inculpé, mais finalement acquitté, dans le cadre des enquêtes sur les homicides commis par les forces de l'ordre lors des journées de décembre 2001, en pleine crise économique, journées qui provoquèrent la chute du gouvernement de Fernando de la Rúa .
Palacio avait déjà eu des ennuis auparavant, ayant dû démissionner de la police fédérale en 2004 à la suite, notamment, de la révélation d'écoutes téléphoniques qui montrent qu'il était en contact avec un mafieux lié à l'enlèvement d'Axel Blumberg, le fils de l'homme d'affaires Juan Carlos Blumberg (en) ,. Celui-là fut assassiné par des mafieux en avril 2004, son père initiant alors une série de manifestations contre l'insécurité dans la ville.
Son successeur, Osvaldo Chamorro, a également été contraint de démissionner en 2010 après avoir été inculpé dans une affaire d'espionnage , de même que le directeur de l'Institut supérieur de la Sécurité publique, Daniel Pastor, le 4 septembre 2009, avant même d'avoir pris ses fonctions, en raison de sa défense de la prescription concernant les crimes commis lors de la dictature, suivi du commissaire Fausto Colombo, l'un des hauts responsables de la Police métropolitaine, chargé de la section « Enquêtes » .

## Taser
Macri a doté cette force de police d’armes de type Taser, ce qui lui a valu le dépôt d’une plainte contre lui en février 2010, à laquelle s’est jointe l'association des Mères de la place de Mai. La fondatrice des Mères de la place de Mai, Hebe de Bonafini, a qualifié l’engin d’« instrument de supplice électrique ».

## Source originale
- (es) Cet article est partiellement ou en totalité issu de l’article de Wikipédia en espagnol intitulé « Policía Metropolitana de la Ciudad de Buenos Aires » (voir la liste des auteurs).